# Christo Iwanow (chemik)
Christo Iwanow Christow (bułg. Христо Иванов Христов; ur. 3 maja 1916 w Dobriczu, zm. 16 lutego 2004 w Sofii) – bułgarski profesor chemii organicznej.

## Życiorys
Jego ojciec Iwan Christow był sprzedawcą wyrobów żelaznych, zmarł wkrótce po zakończeniu I wojny światowej. Jego matką była Elena Christowa. Christo Iwanow w 1939 r. ukończył chemię na wydziale fizyczno-matematycznym Uniwersytetu Sofijskiego. Kilka lat pracował jako nauczyciel w szkole średniej w Popowie i Karłowie. W 1946 roku został adiunktem Dimityra Iwanowa, który był kierownikiem katedry chemii organicznej na tym samym wydziale. Christo Iwanow specjalizował się w dziedzinie syntezy organicznej na uniwersytecie w Lipsku (1952–1953) oraz Moskwie (1956–1957). Po powrocie do Bułgarii został docentem (1957), a w 1963 roku wygrał konkurs na stanowisko profesora i kierownika katedry chemii organicznej, którym został do 1979 roku. Iwanow był prorektorem Uniwersytetu Sofijskiego w latach 1962–1968 oraz dziekanem wydziału chemicznego w latach 1972–1976. Był członkiem Prezydium Wyższej Komisji Atestacyjnej w latach 1980–1986. Za swoją pracę akademicką i naukową został odznaczony Orderem Cyryla i Metodego I stopnia. Z okazji 80. rocznicy urodzin otrzymał honorowy łańcuch z emblematem Uniwersytetu Sofijskiego im. św. Klemensa z Ochrydy. Zmarł w wieku 87 lat w Sofii.

## Badania
Christo Iwanow kontynuował badania zainicjowane przez Dimityra Iwanowa. Autor i współautor ponad 125 artykułów naukowych. Przyczynił się do rozwoju bułgarskiej szkoły chemii organicznej. Jego badania skupiały się na reaktywności C−H kwasów i miały na celu rozwiązanie podstawowych problemów związanych z chemią karboanionów i związków metaloorganicznych. Uzyskane przez niego wyniki pozwoliły na opracowanie wielu metod otrzymywania nowych związków organicznych. We współpracy z Petyrem Markowem udało mu się przeprowadzić metalację C−H kwasu magnezem w ciekłym amoniaku. Opracował nowe sposoby syntezy, w tym reakcji nukleofili ambidentnych (otrzymanych przez metalację estrów, nitryli i amidów kwasów alkanowych i arylooctowych) z N-acylowanymi aldyminami i ketiminami. Otrzymane w ten sposób pochodne kwasów 3-acyloaminopropanowych zostały przekształcane w różne związki heterocykliczne, m.in. β-laktamy, 1,3-oksazyny i 2-imidazolidynony. Iwanow wraz z zespołem analizował reakcje 2-benzylobenzoazolu z aromatycznymi aldehydami w warunkach katalizy przeniesienia międzyfazowego lub w rozpuszczalnikach aprotycznych w obecności wodnego roztworu wodorotlenku sodu prowadzące do powstania 2-styrylobenzazoli lub alkoholi zawierających pierścień benzazolu. Zainicjował również badania reakcji związków nukleofilowych z kumarynami. Udało się przeprowadzić nową reakcję przegrupowania 3-podstawionych kumaryn do pochodnych kwasu 2-oksochromano-4-octowego.